# Juan Fernández de Heredia
Juan Fernández de Heredia (c. 1310 – 1396) a Jeruzsálemi Szent János Ispotályos Lovagrend aragóniai születésű nagymestere volt. A tisztséget 1377-ben, Robert de Juilly halála után vette át. Heredia megszállottan érdeklődött a történelem iránt, és számos ókori munka az ő közvetítésével jutott el Nyugat Európába, köztük Plutarkhosz Párhuzamos életrajzok című könyve. Unokaöccse volt Garcia Fernández de Heredia, Zaragoza érseke.

## Élete
Juan Fernández de Heredia jó viszonyban volt VI. Ince pápával, akinek segítségével számos fontos posztot szerzett meg a johannita rendben. Megkapta a kasztíliai és a leoni perjelséget, valamint a rend leggazdagabb ilyen egységet a provence-i St. Gilles-t. 1346-ben, szívességként IV. Péter aragóniai királynak, kinevezték ampostai várkapitánynak, ami az aragóniai perjelség vezetését jelentette. A pápa őt küldte mediátornak az angol és a francia király vitájának megoldására, de ő inkább a franciákhoz csatlakozott, és az ő oldalukon vett részt az 1356-os poitiers-i csatában. A Fekete Herceg ki akarta végeztetni, de nagy vagyona révén sikerült kiváltania magát.
Robert de Juilly johannita nagymester 1377. július 27-én meghalt. XI. Gergely pápa, élve különleges jogkörével, október 24. Hereidát nevezte ki a tisztségre. A rend konventje felháborodottan fogadta a pápai közbeavatkozást, így az egyházfő kénytelen volt megígérni, hogy nem sérti meg többször a johanniták privilégiumait. Az új nagymester 1378 elején indult el Nápolyból a nyugat-görögországi parton fekvő Vonica felé. A cél a nyugati görög területeken való terjeszkedés volt. Egy rajtaütésben foglyul ejtették, és csaknem egy évig rab volt, amíg ki nem fizették érte a váltságdíjat. 1379 tavaszán tért vissza Clarenzába, majd Rodoszra utazott, ahol mintegy három évig maradt.

### Történelmi érdeklődés
Heredia élete jelentős részét Avignonban töltötte, amely a kor intellektuális fővárosa volt, ahol pápák, püspökök és tudósok között élt. Találkozott számos követtel, akik a keresztény világ más szegleteiből érkeztek. Avignon a korai humanizmus központja is volt, 1373-ban ott fordította le Simon Atumanus érsek De cohibenda ira címmel Plutarkhosz egyik könyvét. Heredia sok ókori történelmi munkát lefordíttatott aragón nyelvre. Ezek között volt Plutarkhosz Párhuzamos életrajzok, Thuküdidész és Ióannész Zónarasz munkáinak egy része, valamint a Morea krónikája.  Herediának nagy könyvtára volt, sok kézirata a katalán humanizmus fontos alapmunkája lett.
Juan Fernández de Heredia 1345-től barátságban volt IV. Péter aragóniai királlyal, aki szintén érdeklődött a múlt történései iránt. Hereda volt a mentora I. János aragóniai királynak, aki a hatására feltehetően az első középkori herceg volt, akit érdekelt az antik görög irodalom. 1354-ben néhány hónapra a johannita rend központjába, Rodoszra utazott.
1380-ban Rodoszon tartózkodott Miklós drenopoliszi címzetes püspök, aki megbízásából aragóniai nyelvre fordította a Párhuzamos életrajzokat. 1382-ben Heredia Avignonba utazott. Felkarolta a görög tudóst, Dimitrisz Kalodikit is. 1381. április 17-én kinevezte közjegyzőnek élete végéig, 1382. március 6-án pedig feljogosította arra, hogy helyetteseket nevezzen ki egy másik közjegyzői posztra, amelyet aztán szintén megkapott. Heredia később felmentette Kalodiki gyerekeit a rodosziakat sújtó kötelezettség (marinara) alól, amely szerint meghatározott időn át a lovagrend gályáin kell szolgálniuk, vagy biztosítaniuk kell valakit maguk helyett. Kalodiki közben ógörögről fordított újgörögre, köztük Thuküdidészt. A nagymester 1382-ben visszaköltözött Avignonban, ahol haláláig maradt.